# Cultura dos túmulos de poço

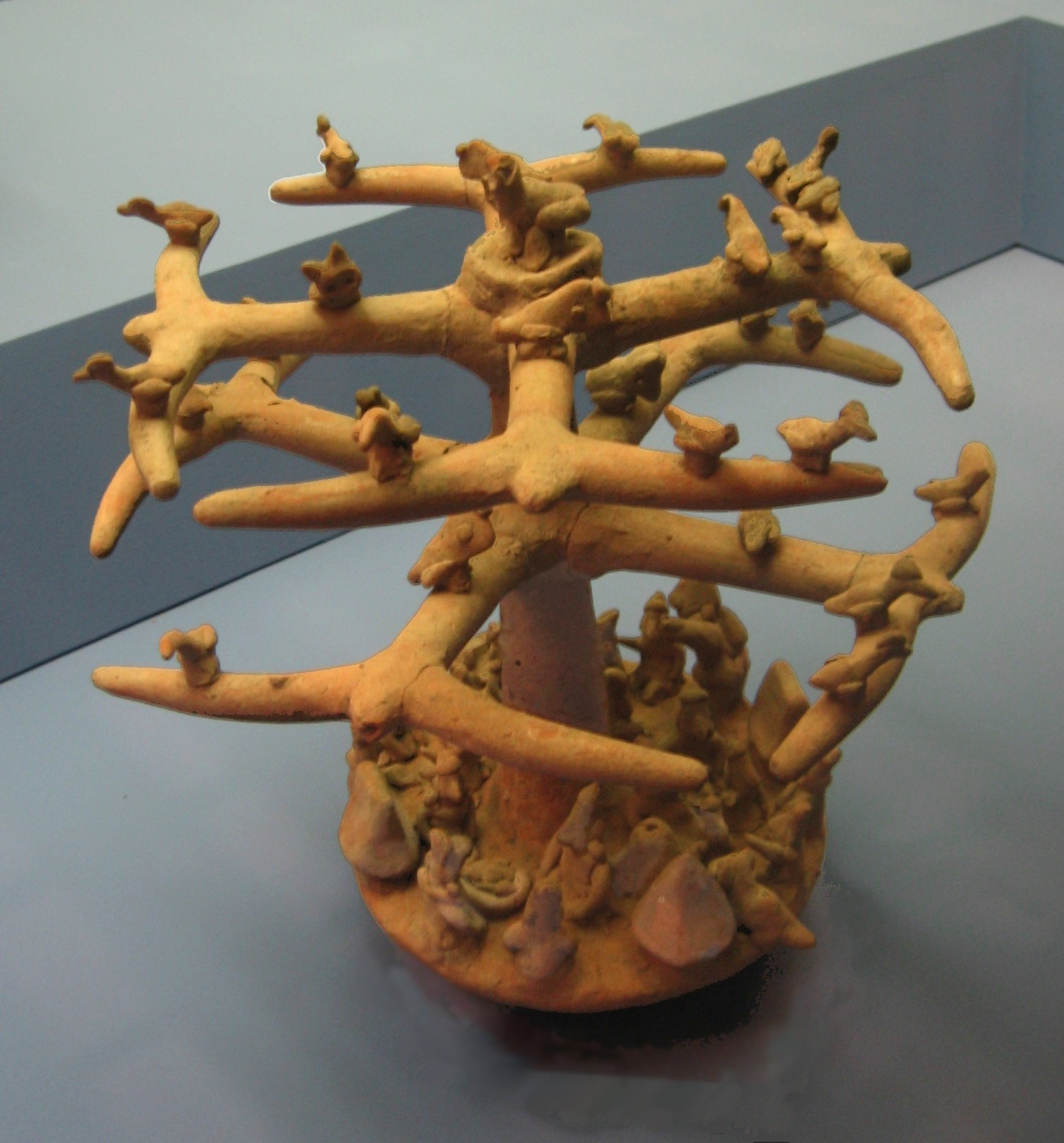
Uma figura oriunda de Nayarit representado uma árvore com vários níveis e pássaros. Foi proposto que os pássaros representam almas que ainda não desceram ao submundo, enquanto a árvore central poderá representar a árvore do mundo mesoamericana.

A cultura dos túmulos de poço (ou tradição dos túmulos de poço) do México ocidental refere-se a um conjunto de traços culturais interligados encontrados nos estados mexicanos de Jalisco, Nayarit e, em menor grau, Colima, datando aproximadamente do período entre 300 a.C. e 400 d.C., embora não exista um consenso alargado sobre esta data final. Quase todos os artefactos associados a esta tradição de túmulos de poço foram descobertos por saqueadores e não têm proveniência atribuída, tornando a sua datação problemática.  O primeiro túmulo de poço relevante não perturbado associado a esta tradição só foi descoberto em 1993, em Huitzilapa, Jalisco.
Originalmente considerados como tendo proveniência tarasca, contemporânea dos astecas, tornou-se aparente em meados do século XX, fruto de estudos adicionais, que os artefactos e túmulos eram afinal 1 000 anos mais antigos. Até há pouco tempo, os artefactos saqueados eram tudo o que se conhecia do povo e cultura ou culturas que criaram os túmulos de poço. De facto, sabia-se tão pouco, que uma grande exposição de 1998 destacando estes artefactos tinha como subtítulo: "Art and Archaeology of the Unknown Past" (em português, "Arte e Arqueologia do Passado Desconhecido").
Atualmente pensa-se que, embora os túmulos de poço tenham sido largamente difundidos pela região, esta não era uma área cultural unificada.  Os arqueólogos, por seu lado, debatem-se ainda com a identificação e designação das culturas antigas do México ocidental deste período.

## Descrição

Sítios arqueológicos do México ocidental. Os círculos laranja indicam sítios arqueológicos. Os círculos verdes maiores destacam os sítios mais importantes. Note que os sítios formam o que foi chamado de "arco dos túmulos de poço" que se estende do noroeste de Nayarit, atravessando as terras altas do centro de Jalisco e para sul até Colima.

Crê-se que a tradição dos túmulos de poço ter-se-á desenvolvido por volta de 300 a.C.. Alguns túmulos de poço pré-datam a tradição por mais de 1 000 anos - por exemplo, o túmulo de poço de El Opeño em Michoacán foi datado de 1 500 a.C. mas está relacionado com o México central e não com o México ocidental. Tal como grande parte do que se conhece sobre esta tradição, as suas origens não são bem compreendidas, embora os vales em redor de Tequila, que incluem os sítios arqueológicos de Huitzilapa e Teuchitlan, constituam o seu "núcleo indisputado".  A tradição durou até pelo menos 300 d.C. embora não haja consenso alargado sobre a data final.
Os túmulos de poço do México ocidental caracterizam-se por um poço vertical ou quase vertical, escavado até profundidades entre os 3 e os 20 metros, frequentemente em tufo vulcânico. O fundo do poço abre-se para uma ou duas (ocasionalmente mais) câmaras horizontais, com 4 por 4 metros (com variação considerável), e tecto baixo. Os túmulos de poço estavam frequentemente associados com um edifício sobrejacente.
Em cada câmara são encontrados múltiplos enterramentos e as evidências indicam que os túmulos foram usados por famílias ou linhagens ao longos do tempo.  O trabalho necessário à criação dos túmulos de poço juntamente com o número e qualidade das oferendas fúnebres indicam que os túmulos eram usados exclusivamente pelas elites da sociedade, e demonstram que as culturas dos túmulos de poço eram muito estratificadas nesta época tão antiga.

## Figuras e representações cerâmicas
As oferendas funerárias encontradas nestes túmulos incluem figuras de cerâmica ocas, joias de obsidiana e conchas, pedras semipreciosas, vasilhas (que frequentemente continham alimentos), e outros utensílios domésticos como volantes de fusos e metates (ver esta imagem no Flickr para uma reconstrução).  Itens mais incomuns incluem cornetas de conchas de estrombos revestidas com estuque e outros apliques. Ao contrário de outras culturas mesoamericanas como a olmeca e a maia, os artefactos dos túmulos de poço apresentam pouca ou nenhuma iconografia e parecem por isso desprovidos de qualquer significado religioso ou simbólico.

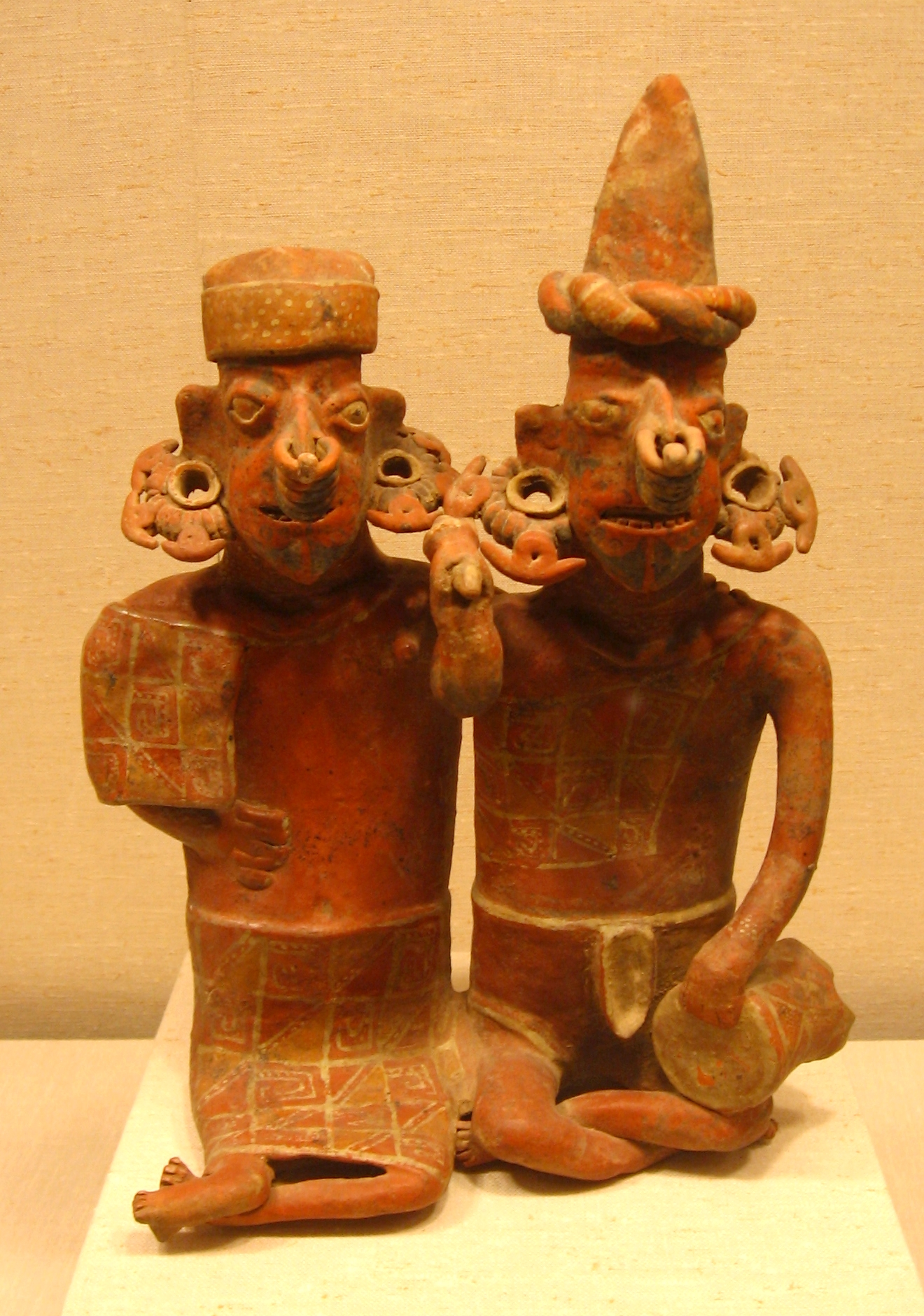
Uma par de ancestrais de Nayarit, 100 a.C. - 200 d.C., executado no estilo de Ixtlán del Río.

As numerosas figuras de cerâmica têm atraído a maior parte da atenção, e contam-se entre as mais dramáticas e interessantes produzidas na Mesoamérica.  De facto, estas cerâmicas eram aparentemente o escape primário para a expressão artística das culturas dos túmulos de poço e existem poucos a nenhuns registos de arquitectura monumental associada, estelas ou outra arte pública.
Dado que a vasta maioria destas peças são de proveniência desconhecida, a sua análise foca-se sobretudo nos seus estilos e temas.

### Estilos
Os principais grupos estilísticos incluem:
- Ixtlán del Río. Estas figuras abstratas têm corpos planos e algo quadrados com faces muito estilizadas incluindo aneis nasais e múltiplos brincos. As figuras sentadas têm membros esguios e cordiformes enquanto as figuras em pé têm membros curtos e grossos. Foi um dos primeiros estilos a ser descrito, e o conhecido etnógrafo e caricaturista Miguel Covarrubias afirmou que "atinge os limites da caricatura absurda e brutal, um conceito estético peculiar que aprecia a criação de perturbadoras monstruosidades sub-humanas."[16]  Segundo o historiador de arte George Kubler "os corpos quadrados, bocas expressivas, e olhos abertos e fixos transmitem uma expressão perturbadora que é apenas em parte aligeirada pela animação e energia plástica das formas túrgidas."[17]

Uma figura do estilo "chinesco" (tipo C), mostrando os arquetípicos olhos rasgados e inchados e pernas curtas e coniformes.

- As figuras do estilo "Chinesco" foram assim designadas pelos negociantes de arte devido à sua suposta aparência chinesa. Um tipo antigo, o "chinesco" é identificado com Nayarit [18] e foram identificados até cinco subgrupos principais, embora exista uma sobreposição considerável entre eles.[19]  As figuras do tipo A, as do chamado "Chinesco clássico",[20] são representações realistas. Um curador proeminente, Michael Kan, diz que o "seu exterior subtil e calmo, sugere emoção em lugar de demonstrá-la".[21]  Estas figuras do tipo A são tão semelhantes entre si que foi sugerido que se trataria da produção de uma única "escola".[22]  Os tipos B até E são mais abstratos, caracterizados por olhos rasgados e inchados fundidos na face, e largas cabeças retangulares ou triangulares. Estas figuras apresentam-se muitas vezes em poses sentadas ou reclinadas, com pernas bulbosas e encurtadas que afunilam até um ponto.[23]

- O estilo Ameca, associado com Jalisco, caracteriza-se por uma face alongada e testa alta frequentemente coberta com tranças ou com um toucado semelhante a um turbante. O nariz aquilino é também alongado e os olhos grandes são largos e penetrantes, com aros pronunciados criados pela adição de tiras de argila separadas (filetes) à volta dos olhos.[24] A boca ampla está fechada ou ligeiramente aberta e as grandes mãos têm unhas cuidadosamente delineadas. Kubler detecta um estilo inicial "cara-de-ovelha" que parece erodido ou derretido pelas passagens contínuas da modelação, que unem as partes do corpo ao invés de dividi-las, e um estilo mais tardio em que as figuras são "mais animadas e articuladas de modo mais incisivo".[25]

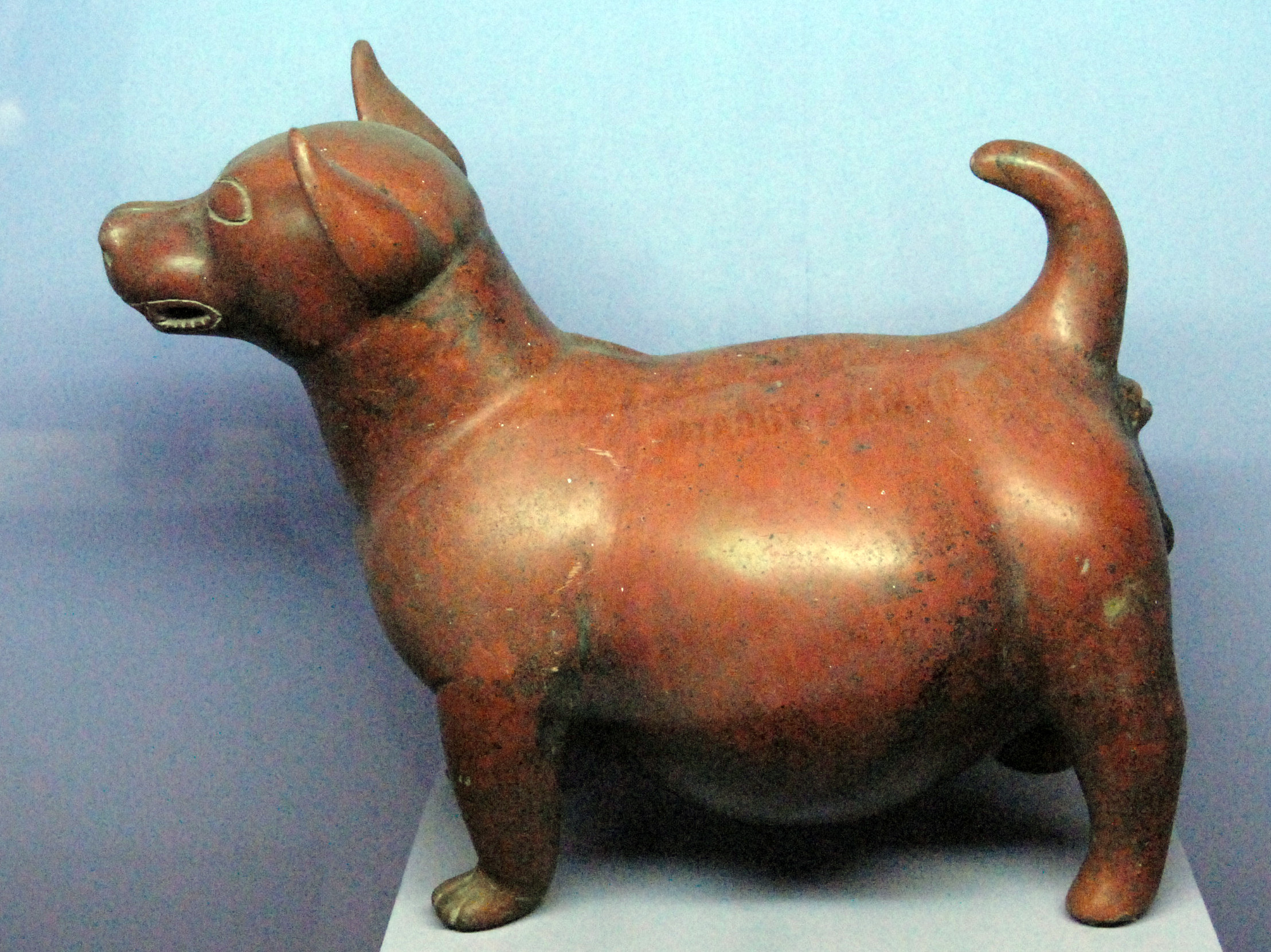
Um cão de Colima, gordo e talvez engordado

- A cerâmica de Colima pode ser identificada pelas suas formas suaves e arredondadas e o seu engobe castanho-avermelhado.[27]  Colima é particularmente conhecido pela grande variedade de figuras de animais, sobretudo de cães. Os temas humanos no estilo de Colima são mais "polidos e menos exuberantes" que outras figuras de túmulos de poço.[28]

Outros estilos são El Arenal, San Sebastián, e Zacatecas.  Embora exista um consenso geral sobre os nomes e características dos estilos, não há unanimidade. Adicionalmente, estes estilos sobrepõem-se frequentemente em maior ou menor grau, e muitas figuras desafiam qualquer categorização.

### Temas
Os temas mais comuns da cerâmica da tradição dos túmulos de poço são:
- Quadros em cerâmica mostrando várias ou mesmo várias dúzias de pessoas em várias atividades aparentemente típicas. Provenientes sobretudo das terras altas de Nayarit e Jalisco, estes quadros fornecem uma rica percepção etnográfica sobre as práticas funerárias, o jogo de bola mesoamericano, a arquitetura (sobretudo arquitetura perecível), e talvez mesmo sobre o pensamento religioso durante o período formativo tardio.[29]

Alguns quadros são quase fotográficos no seu detalhe e têm sido associados a ruínas arquitetónicas no campo.

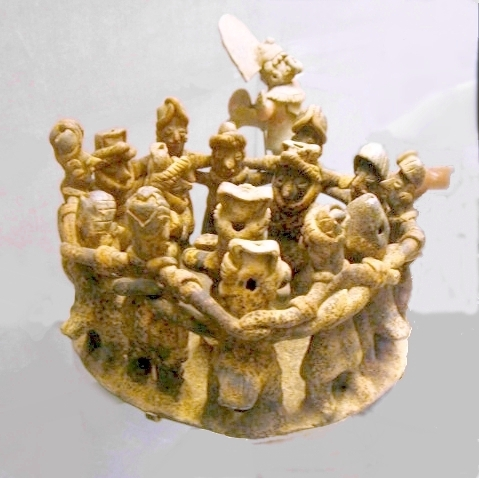
Um quadro cerâmico circular representando mais de uma dúzia de músicos e dançarinos

- Os cães de cerâmica são amplamente conhecidos a partir de túmulos saqueados de Colima. Geralmente, nas culturas mesoamericanas acreditava-se que os cães representavam guias das almas dos mortos[31] e vários cães de cerâmica ostentam máscaras humanas.[32]  Outrossim, deve notar-se também que os cães eram frequentemente uma das principais fontes de proteína animal na antiga Mesoamérica.[33]

- Pares de antepassados (ou de casamento) de figuras masculinas e femininas são comuns entre as oferendas funerárias da tradição dos túmulos de poço. Estas figuras, quiçá representando antepassados,[34] podem estar unidas ou separadas e estão frequentemente executadas no estilo de Ixtlán del Río.

- Muitas figuras dos túmulos de poço, de vários estilos e locais do México ocidental, apresentam um chifre no alto da testa. Têm sido propostas várias teorias sobre estes chifres: que eles indicam que a figura é de um xamã, que se trata de conchas de estrombos abstratas (uma relíquia algo comum nos túmulos de poço)[35] e como tal, são um emblema de poder, ou são um símbolo fálico.[36]  Estas teorias não são mutuamente exclusivas.

### Usos
Embora estas cerâmicas tenham sido obviamente recuperadas como oferendas funerárias, coloca-se a questão sobre se foram criadas especificamente para um rito mortuário, ou se tiveram uso prévio ao sepultamento, quiçá pelos falecidos. Ainda que algumas peças apresentem sinais de desgaste, não é ainda claro se tais casos eram excepções à regra.

## Contexto

### Culturas do México ocidental
Foram feitos esforços consideráveis visando estabelecer a ligação da tradição dos túmulos de poço à cultura de Teuchitlán, uma sociedade complexa que ocupa grande parte da mesma área geográfica ocupada pela tradição dos túmulos de poço.
Ao contrário das típicas praças rectangulares e pirâmides mesoamericanas, a tradição de Teuchitlán caracteriza-se por praças centrais circulares e pirâmides cónicas únicas.  Este estilo de arquitetura circular está aparentemente espelhado nas muitas cenas dos quadros circulares dos túmulos de poço.
Conhecida sobretudo a partir desta arquitetura, a tradição de Teuchitlán surge quase ao mesmo tempo que a tradição dos túmulos de poço, em 300 a.C., mas dura até 900 d.C., muitos séculos após o fim da tradição dos túmulos de poço.  A tradição de Teuchitlán parece ter derivado da tradição dos túmulos de poço.

### Culturas mesoamericanas
Uma vez que o México ocidental se encontra mesmo na periferia da Mesoamérica, é desde há muito considerado como estando fora da principal corrente mesoamericana e atualmente as suas culturas parecem estar particularmente isoladas de muitas das principais influências mesoamericanas.  Por exemplo, não foram recuperados nos túmulos de poço quaisquer artefactos com influência olmeca, nem tão pouco evidências de qualquer calendário ou sistema de escrita mesoamericanos, embora estejam presentes alguns marcadores culturais mesoamericanos, sobretudo o jogo de bola mesoamericano.

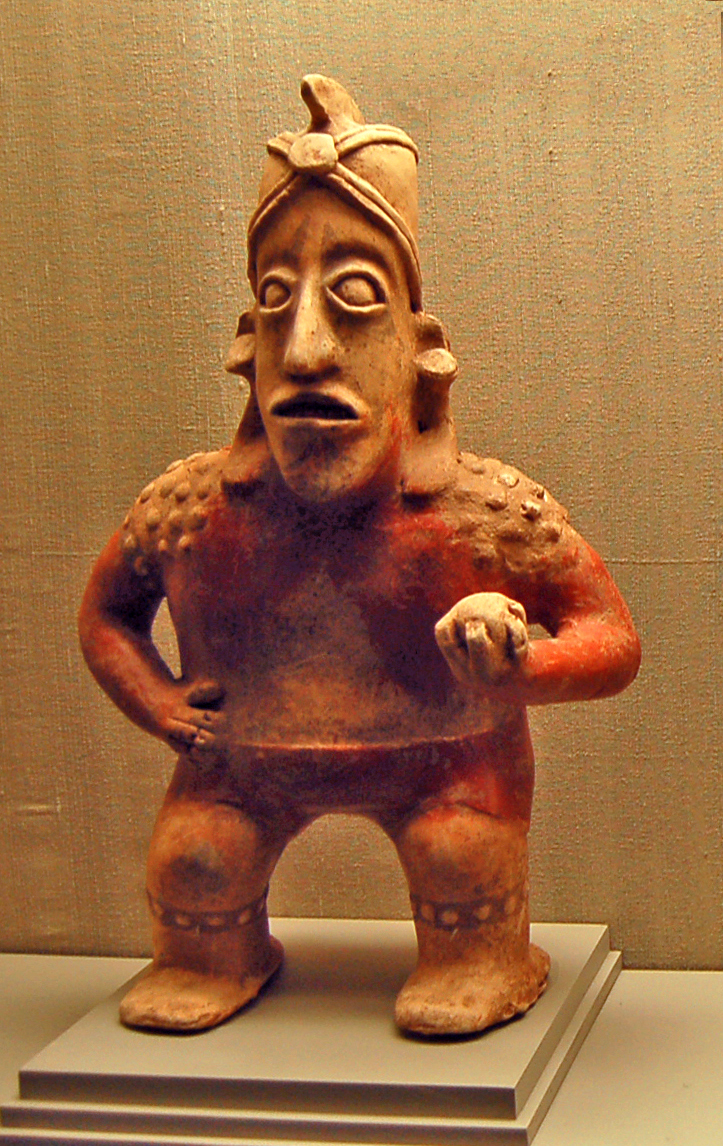
Figura no estilo Ameca de Jalisco. O chifre é uma característica algo comum em muitas figuras desta tradição. A bola parece relacionar o personagem com o jogo de bola mesoamericano.

Ainda assim, os habitantes desta região viviam de modo muito semelhante ao dos seus contemporâneos mesoamericanos. O trio usual composto por feijão, abóbora e milho era complementado com pimentas, mandioca e outros tubérculos, vários cereais, e com proteína animal de cães domésticos, perus, patos, e da caça. Viviam em casas de pau a pique com telhados de colmo, cultivavam algodão e tabaco e faziam comércio a longa distância sobretudo de obsidiana e outros bens.
Os túmulos de poço propriamente ditos não se encontram em qualquer outro local da Mesoamérica e os seus seus equivalentes mais próximos encontram-se no noroeste da América do Sul.

### Túmulos de poço sul-americanos
Os túmulos de poço são também encontrados no noroeste da América do Sul datando de uma época algo posterior àquela do México ocidental (p.e. 200-300 d.C. no norte do Peru, mais tarde noutras áreas). Para Dorothy Hosler, Professora de Arqueologia e Tecnologia Antiga no MIT, "As semelhanças físicas entre os tipos de túmulos do norte da América do Sul e do México ocidental são inconfundíveis." ao passo que o historiador de arte George Kubler crê que as câmaras do México ocidental "se assemelham aos túmulos de poço do curso superior do rio Cauca na Colômbia".  Contudo, outros não concordam que as semelhanças de forma demonstrem ligações culturais - Karen Olsen Bruhns afirma que "este tipo de contacto . . . surge principalmente sob o olhar (confundido) de quem sintetiza".
Porém, têm sido propostas outras ligações entre o México ocidental e o noroeste da América do Sul, em particular o desenvolvimento da metalurgia.

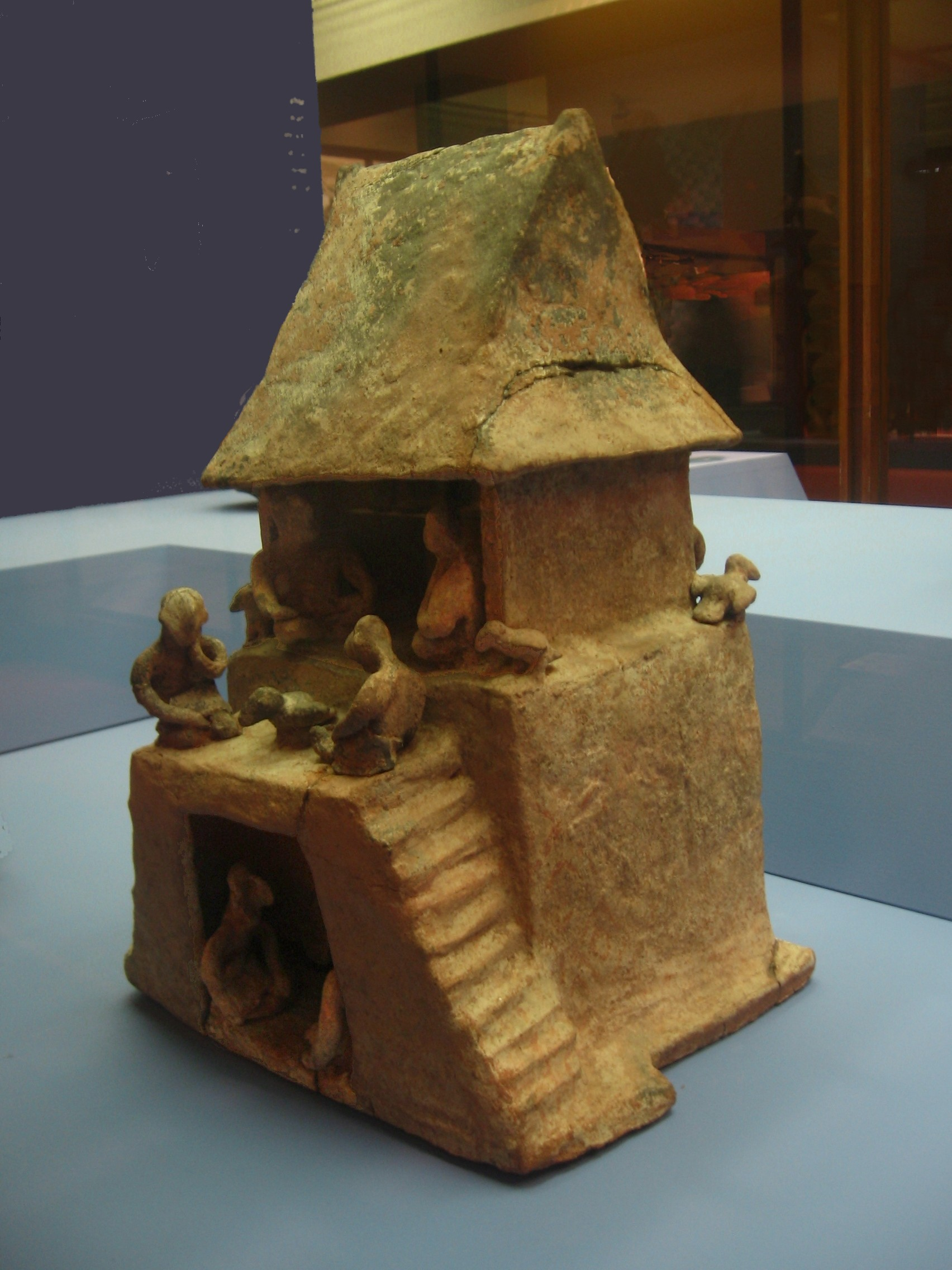
Uma casa de cerâmica mostrando o telhado típico associado não só às culturas de túmulos de poço mas também à subsequente cultura de Teuchitlán. Foi sugerido que estes modelos representam a casa dos vivos em cima e unida à casa dos mortos.

## História da investigação académica
A primeira obra de vulto a discutir os artefactos associados à tradição dos túmulos de poço foi Unknown Mexico de Carl Lumholtz, publicada em 1902. Além de ilustrações de várias oferendas funerárias, o explorador norueguês descrevia um túmulo de poço saqueado que ele havia visitado em 1896. Visitou e descreveu também as ruínas de Tzintzuntzan, a sede do império tarasco, 250 km para leste, e foi um dos primeiros a usar incorretamente o termo "tarasco" para descrever os artefactos dos túmulos de poço.
Durante a década de 1930, o artista Diego Rivera começou a acumular na sua coleção privada numerosos artefactos do México ocidental, um interesse pessoal que despertou um interesse público mais alargado sobre as oferendas funerárias do México ocidental.  Foi no final desta mesma década que um dos arqueólogos mais proeminentes do México ocidental, Isabel Kelly, iniciou as suas investigações. No período entre 1944 e 1985, Kelly publicou mais de uma dúzia de artigos académicos sobre o seu trabalho nesta região. Em 1948, ela foi a primeira a colocar a hipótese da existência de um "arco de túmulos de poço", a distribuição dos sítios com túmulos de poço no México ocidental (ver mapa acima).
Em 1946, Salvador Toscano desafiou a atribuição dos artefactos dos túmulos de poço aos tarascos, um desafio repetido por Miguel Covarrubias em 1957, tendo este declarado que a cultura tarasca surgiu apenas "depois do século X". Os pontos de vista de Toscano e Covarrubias foram mais tarde confirmados por datação por radiocarbono efetuada sobre carvão vegetal e outros restos orgânicos de túmulos de poço saqueados, encontrados na década de 1960 por Diego Delgado e Peter Furst.  Como resultado destas escavações e dos seus estudos etnográficos dos atuais povos indígenas de Nayarit (huichóis e coras), Furst propôs que os artefactos não eram apenas meras representações de povos antigos, tendo um significado mais profundo. Os modelos de casas, por exemplo, mostravam os vivos vivendo em contexto com os mortos - um cosmograma miniatural - e os guerreiros com chifres (como discutido acima) eram xamãs lutando contra forças místicas.
Em 1974, Hasso von Winning publicou uma classificação exaustiva dos artefactos dos túmulos de poço do México ocidental (incluindo, por exemplo, os tipos Chinesco A a D mencionados acima), uma classificação ainda largamente em uso na atualidade.
A descoberta, em 1993, de um túmulo de poço não saqueado em Huitzilapa é o principal marco mais recente, e forneceu a "mais detalhada informação de que se dispões sobre os costumes funerários" associados à tradição dos túmulos de poço.

## Notas

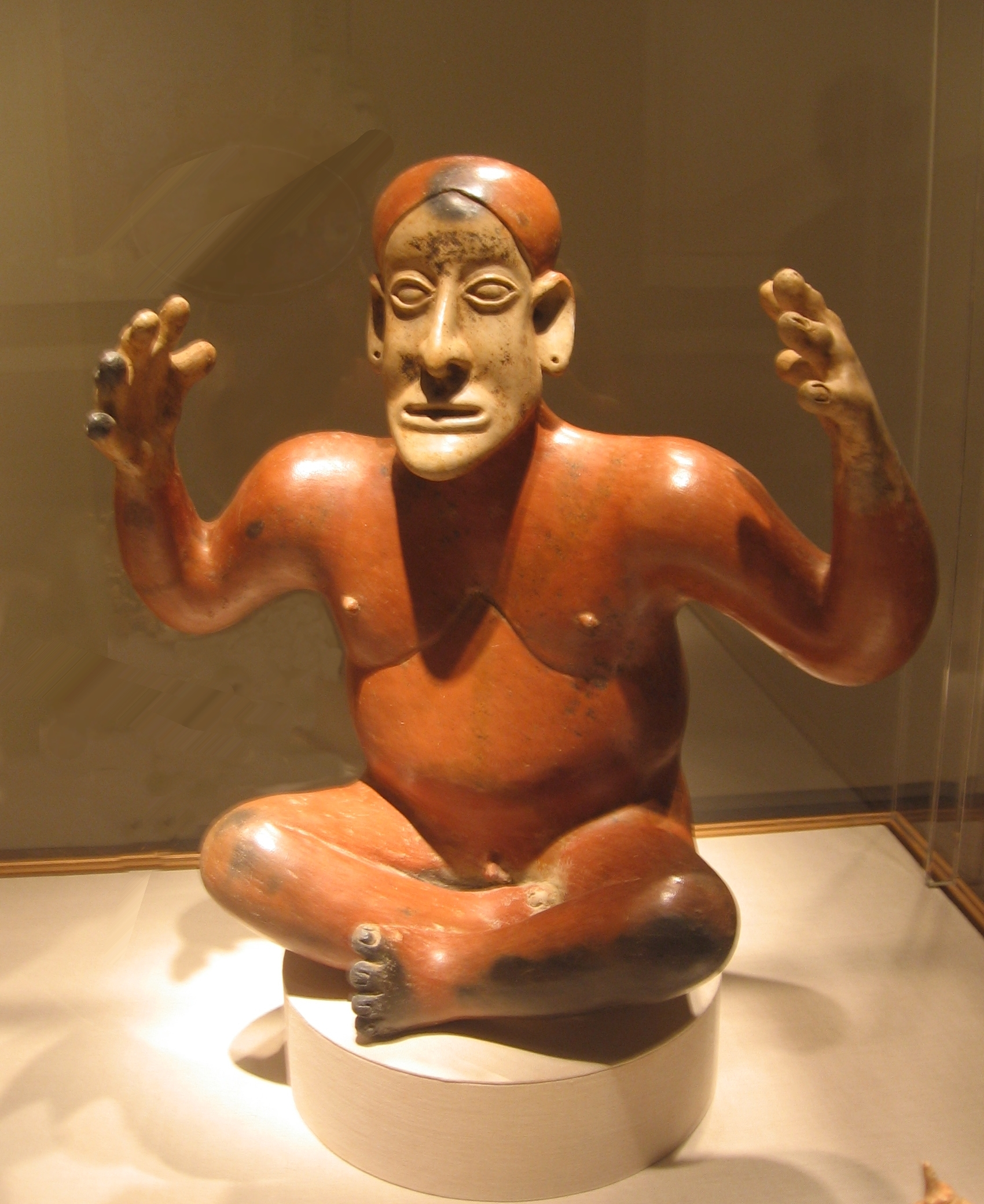
Uma figura do estilo Ameca de Jalisco. Altura: 56 cm.

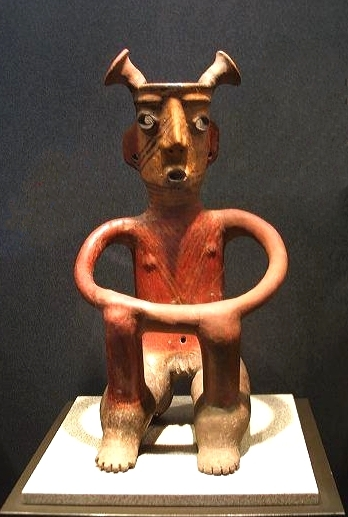
Figura de cerâmica do estilo Zacatecas exibindo os chifres distintivos (talvez feixes de cabelo) encontrados nas figuras masculinas. Tanto as figuras masculinas quanto as femininas exibem as características cabeças de topo achatado e braços cordiformes.